# Nataf
Nataf (hebrejsky נָטָף‎, v oficiálním přepisu do angličtiny Nataf) je vesnice typu společná osada (jišuv kehilati) v Izraeli, v Jeruzalémském distriktu, v Oblastní radě Mate Jehuda.

## Geografie
Leží v nadmořské výšce 498 metrů na zalesněných svazích Judských hor v Jeruzalémském koridoru. Západně od vesnice terén spadá do povodí vodního toku Nachal Ajalon a Ajalonského údolí. Jižně od vesnice tam směřuje vádí Nachal ha-Chamiša, na severní straně Nachal Kfira s přítokem Nachal Sumir. Severovýchodně od obce se zvedá vrch Har Uzrar.
Obec se nachází 36 kilometrů od břehu Středozemního moře, cca 38 kilometrů jihovýchodně od centra Tel Avivu a cca 16 kilometrů severozápadně od historického jádra Jeruzalému. Nataf obývají Židé, přičemž osídlení v tomto regionu je etnicky převážně židovské. Pouze 5 kilometrů jihovýchodně odtud leží město Abu Goš, které obývají izraelští Arabové stejně jako nedaleké vesnice Ajn Nakuba a Ajn Rafa. Obec je situována necelé 2 kilometry od Zelené linie, která odděluje Izrael v jeho mezinárodně uznávaných hranicích od území Západního břehu Jordánu. Počátkem 21. století byly přilehlé arabské oblastí Západního břehu od Izraele odděleny pomocí bezpečnostní bariéry, přičemž byl výběžek Západního břehu v okolí Latrunu s židovskou demografickou převahou (například vesnice Mevo Choron) fakticky anektován k Izraeli.
Nataf je na dopravní síť napojen pomocí místní komunikace, která vede k jihovýchodu, kde u vesnice Ma'ale ha-Chamiša ústí do lokální silnice číslo 425. V 2. dekádě 21. století byla pod obcí trasována nová vysokorychlostní železniční trať Tel Aviv – Jeruzalém, která tu probíhá v hlubokém a dlouhém tunelovém komplexu (tunel 3, s délkou 11,5 km nejdelší tunel v Izraeli) a na místní dopravní vztahy nemá vliv.

## Dějiny
Nataf byl založen v roce 1982. Někteří obyvatelé se věnují zemědělství (například produkce kozích sýrů), většina jsou jen rezidenti, kteří za prací dojíždějí mimo obec.
Na severozápadním okraji nynější židovské obce se do roku 1948 rozkládala arabská vesnice Nitaf. Stála v ní muslimská svatyně al-Šajch Masud. Roku 1945 žilo v Nitaf 45 lidí. Izraelci byl Nitaf dobyt v dubnu 1948. Zástavba pak zcela zbořena, s výjimkou jednoho domu.

## Demografie
Podle údajů z roku 2014 tvořili naprostou většinu obyvatel v Nataf Židé (včetně statistické kategorie "ostatní", která zahrnuje nearabské obyvatele židovského původu ale bez formální příslušnosti k židovskému náboženství).
Jde o menší obec vesnického typu s dlouhodobě stagnující populací. K 31. prosinci 2014 zde žilo 379 lidí. Během roku 2014 populace stoupla o 9,9 %.
| Rok            | 1983 | 1995 | 2001 | 2003 | 2004 | 2005 | 2006 | 2007 | 2008 | 2009 | 2010 | 2011 | 2012 | 2013 | 2014 |
| -------------- | ---- | ---- | ---- | ---- | ---- | ---- | ---- | ---- | ---- | ---- | ---- | ---- | ---- | ---- | ---- |
| Počet obyvatel | 71   | 369  | 401  | 392  | 390  | 389  | 387  | 385  | 368  | 332  | 325  | 325  | 346  | 345  | 379  |